# Haplochrois ganota
Haplochrois ganota is een vlinder uit de familie grasmineermotten (Elachistidae). De wetenschappelijke naam van deze soort is, als Platybathra ganota, voor het eerst geldig gepubliceerd in 1911 door Meyrick.
De soort komt voor in tropisch Afrika.